# Финска на Светском првенству у атлетици на отвореном 2015.
Финска је учествовала на Светском првенству у атлетици на отвореном 2015. одржаном у Пекингу од 22. до 30. августа петнаести пут, односно учествовала је на свим првенствима до данас. Репрезентацију Финске представљали су 17 учесника (9 мушкараца и 8 жена) у 11 дисциплина (4 мушке и 7 женских).,
На овом првенству Финска је по броју освојених медаља делила 32. место са освојеном једном медаљом (бронзана). Такмичари Финске су поставили један национални и један лични рекорд остварили 5 најбоља лична резултата сезоне. У табели успешности према броју и пласману такмичара који су учествовали у финалним такмичењима (првих 8 такмичара) Финска је са 3 учесника у финалу делила 32. место са 13 бодова.
| Плас. | Земља  | 1. место | 2. место | 3. место | 4. место | 5. место | 6. место | 7. место | 8. место | Бр. финал. | Бод. |
| ----- | ------ | -------- | -------- | -------- | -------- | -------- | -------- | -------- | -------- | ---------- | ---- |
| =32.  | Финска | 0        | 0        | 1        | 0        | 1        | 1        | 0        | 0        | 3          | 13   |

## Учесници
| Мушкарци: - Хенри Манинен — Маратон - Аку Партенен — Ходање 50 км - Јарко Кинунен — Ходање 50 км - Алекси Ојала — Ходање 50 км - Давид Содерберг — Бацање кладива - Туомас Сепенен — Бацање кладива - Теро Питкемеки — Бацање копља - Анти Русканен — Бацање копља - Ари Манио — Бацање копља | Жене: - Ане-Мари Хирилаинен — Маратон - Норалота Незири — 100 м препоне - Сандра Ериксон — 3.000 м са препрекама - Камила Ричардсон — 3.000 м са препрекама - Мина Никанен — Скок мотком - Кристина Макела — Троскок - Сана Камараинен — Бацање диска - Сани Утриаинен — Бацање копља |  |

## Освајачи медаља (1)

### Бронза (1)
- Теро Питкемеки — Бацање копља

## Резултати

### Мушкарци
| Атлетичар       | Дисциплина     | Лични рекорд | Квалификације     | Квалификације     | Полуфинале           | Полуфинале | Финале                                      | Финале       | Детаљи |
| Атлетичар       | Дисциплина     | Лични рекорд | Резултат          | Место             | Резултат             | Место      | Резултат                                    | Место        | Детаљи |
| --------------- | -------------- | ------------ | ----------------- | ----------------- | -------------------- | ---------- | ------------------------------------------- | ------------ | ------ |
| Хенри Манинен   | Маратон        | 3:46:25      |                   |                   |                      |            | 2:30:22 ЛРС                                 | 35 / 42 (68) |        |
| Аку Партенен    | 50 км ходање   | 3:49:02      | 3:54:28           | 18 / 38 (54)      |                      |            |                                             |              |        |
| Јарко Кинунен   | 50 км ходање   | 3:46:25      | 4:02:07 ЛРС       | 32 / 38 (54)      |                      |            |                                             |              |        |
| Алекси Ојала    | 50 км ходање   | 3:57:14      | Није завршио трку | Није завршио трку |                      |            |                                             |              |        |
| Давид Содерберг | Бацање кладива | 78,83        | 75,96 кв          | 3. у гр. А        |                      |            | 76,92 ЛРС                                   | 6 / 30       |        |
| Туомас Сепенен  | Бацање кладива | 75,31        | 74,74 кв, ЛРС     | 7. у гр. Б        | 73,18                | 10 / 30    |                                             |              |        |
| Теро Питкемеки  | Бацање копља   | 91,53        | 83,43 КВ          | 4. у гр. Б        | 87,64                |            |                                             |              |        |
| Анти Русканен   | Бацање копља   | 88,98        | 82.20 кв          | 4. у гр. А        | 87,12                | 5 / 33     |                                             |              |        |
| Ари Манио       | Бацање копља   | 86,82        | 80,19             | 5. у гр. А        | Није се квалификовао | 17 / 33    | Архивирано на веб-сајту (26. новембар 2015) |              |        |

### Жене
| Атлетичарка         | Дисциплина       | Лични рекорд | Квалификације | Квалификације | Полуфинале            | Полуфинале            | Финале                                    | Финале       | Детаљи                                      |
| Атлетичарка         | Дисциплина       | Лични рекорд | Резултат      | Место         | Резултат              | Место                 | Резултат                                  | Место        | Детаљи                                      |
| ------------------- | ---------------- | ------------ | ------------- | ------------- | --------------------- | --------------------- | ----------------------------------------- | ------------ | ------------------------------------------- |
| Ане-Мари Хирилаинен | Маратон          | 2:35:17      |               |               |                       |                       | 2:41:59                                   | 29 / 52 (67) |                                             |
| Норалота Незири     | 100 м препоне    | 12,98 НР     | 13,13         | 6. у гр. 2    | Није се квалификовала | Није се квалификовала | Није се квалификовала                     | 25 / 37      |                                             |
| Сандра Ериксон      | 3.000 м препреке | 9:24,70 НР   | 9:45,57       | 8. у гр. 3    |                       |                       | Нису се квалификовале                     | 23 / 43 (45) | Архивирано на веб-сајту (15. децембар 2015) |
| Камила Ричардсон    | 3.000 м препреке | 9:38,38      | 9:46,34       | 8. у гр. 1    | 32 / 43 (45)          |                       | Нису се квалификовале                     |              | Архивирано на веб-сајту (15. децембар 2015) |
| Мина Никанен        | Скок мотком      | 4,60 НР      | 4,55 кв       | 3. у гр. Б    |                       |                       | 4,60 НР                                   | 46 / 56 (62) |                                             |
| Кристина Макела     | Троскок          | 14,20д       | 13,83         | 8. у гр. Б    | Нису се квалификовале | 13 / 27 (28)          |                                           |              |                                             |
| Сана Камараинен     | Бацање диска     | 61,07        | 56,68         | 14. у гр. А   | Нису се квалификовале | 27 / 27 (28)          |                                           |              |                                             |
| Сани Утриаинен      | Бацање копља     | 63,03        | 55,56         | 16. у гр. А   | Нису се квалификовале | 31 / 32               | Архивирано на веб-сајту (31. август 2015) |              |                                             |